# 井上卓哉
井上 卓哉（いのうえ たくや、1991年7月26日 - ）は、トップイーストリーグDiv.1BIG BLUESに所属するラグビー選手。

## プロフィール
- 東京都練馬区出身。
- ポジションはスクラムハーフ(SH)。
- 身長 164cm、体重 74kg
- ニックネームはイノタク。
- 全関東学生代表に選ばれたことがある[1]。

## 略歴
2010年、東京高校卒業後、関東学院大学に入る。
2014年、関東学院大学卒業後、クボタスピアーズに加入。
2015年11月14日に行われたジャパンラグビートップリーグ第1節の東芝ブレイブルーパス戦にて途中出場で公式戦初出場を果たす。
2017年、日本IBMビッグブルーに加入。

## 出演

### テレビドラマ
- ノーサイド・ゲーム（2019年7月7日 - 、TBSテレビ） - 井上卓哉 役[5]